# Alouatta belzebul
Alouatta belzebul är en däggdjursart som först beskrevs av Carl von Linné 1766.  Alouatta belzebul ingår i släktet vrålapor och familjen Atelidae. Inga underarter finns listade.
Artepitet i det vetenskapliga namnet syftar på guden Beelzebub.

## Utseende
Hannar når en kroppsvikt av 6,5 till 8,0 kg och är större än honor som väger 4,8 till 6,2 kg. Svansen saknar hår vid undersidan av slutet och används som gripverktyg.
Hanar och honor når vanligen en kroppslängd (huvud och bål) av 40 till 65 cm. Enligt äldre beskrivningar finns individer som är upp till 91 cm långa. Därtill kommer en 58 till 91 cm lång svans. Pälsen har oftast en svart färg och vissa individer är mera röd- eller gulaktig. Kännetecknande för arten är röda händer.

## Utbredning och habitat
Denna vrålapa förekommer i nordöstra Brasilien i två från varandra skilda populationer. Den första vid Amazonflodens mynning och den andra vid Brasiliens östligaste spets. Habitatet utgörs av tropiska regnskogar och andra skogar.

## Ekologi
Individerna bildar flockar som vanligen har 4 eller 5 medlemmar men ibland finns upp till 14 djur i gruppen. Flockens revir är 5 till 45 hektar stort och de visar sitt anspråk genom att vråla tillsammans. Födan utgörs främst av unga blad men de kan även äta fastare löv. I viss mån ingår även blommor, frön, mossa, kvistar och några termiter i födan.
Alouatta belzebul är aktiv på dagen.
Honor kan para sig hela året och de är cirka 187 dagar dräktiga. Sedan föds vanligen ett ungdjur eller sällan tvillingar. Honor blir könsmogna efter fyra år och hanar ett år senare. Det är bara flockens dominanta hanar som får para sig. För arten observerades inte att nya alfahanar dödade andra hanars ungar men hos andra vrålapor förekommer detta beteende. Med människans vård kan Alouatta belzebul leva 15 till 20 år.

## Hot och status
Denna vrålapa har bara ett fåtal naturliga fiender. Ibland faller en individ offer för en jaguar, en tayra eller en harpyja.
Alouatta belzebul jagas i mindre skala av människor. Den hotas även av skogsavverkningar. IUCN kategoriserar arten globalt som sårbar.